# Sobór Przemienienia Pańskiego w Peresławiu Zaleskim

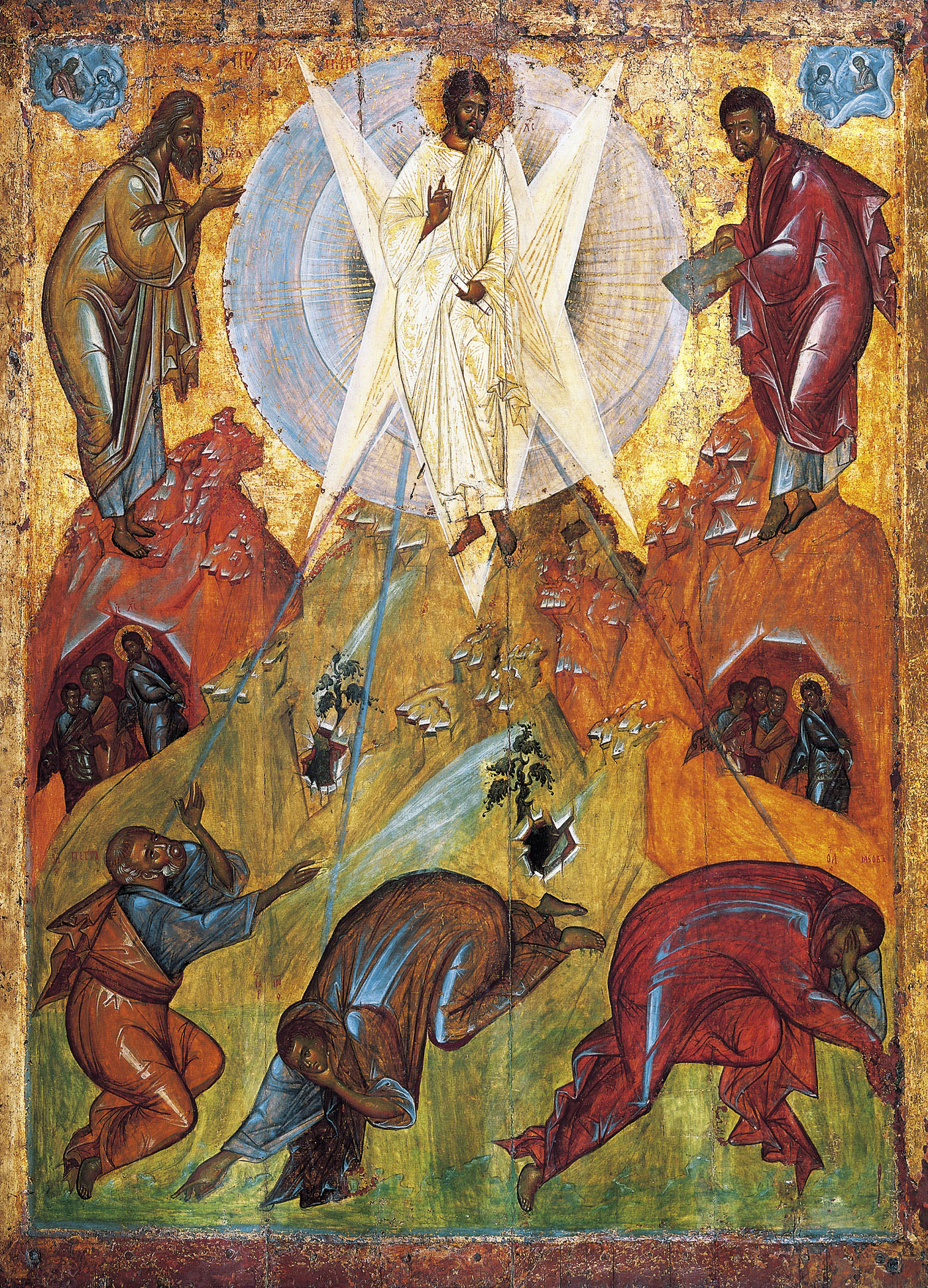
Przemienienie Pańskie – fresk z soboru

Sobór Przemienienia Pańskiego – sobór prawosławny położony w obrębie Kremla peresławskiego w mieście Peresław Zaleski ufundowany w 1152 przez Jurija Dołgorukiego.
Sobór był świątynią dworską kniaziów peresławskich, został w nim ochrzczony m.in. Aleksander Newski. W wiekach XIII i XIV w budynku pochowano kilkunastu arystokratów związanych z Peresławiem. Wystrój wnętrza soboru był dość surowy – dekoracja ograniczała się do zespołu fresków, odnawianych w XIX wieku. Był czynny do czasów stalinowskich, kiedy najpierw został zamknięty, a w 1945 zamieniony w muzeum Aleksandra Newskiego.

## Architektura
Sobór został wybudowany przy wykorzystaniu staroruskiej techniki budowania świątyń z wielkich wapiennych bloków i łączenia ich za pomocą mniejszych okruchów skalnych. Grubość tak powstałych ścian cerkwi wynosi w ten sposób od 130 cm do jednego metra. Obiekt zbudowany jest na planie czworoboku, z pojedynczą, górującą nad całością cebulastą kopułą (łączna wysokość budowli – 22 metry) i trzema absydami. Dach i kopuła soboru są malowane na zielono, pozostała część świątyni – na biało. Wejście do budynku wiedzie przez skromny portal, wszystkie okna soboru mają kształt półkolisty. Poniżej poziomu dachu cerkiew dekorowana jest fryzem. W przeszłości obiekt posiadał również dekorację mozaikową, która jednak nie zachowała się do naszych czasów.